# Морская Полиция: Лос-Анджелес (Сезон 5)
Пятый сезон американского телесериала «Морская полиция: Лос-Анджелес» премьера которого состоялась на телеканале CBS 22 сентября 2009 года.
Сериал является спин-оффом сериала «Морская полиция: Спецотдел».
Действие сериала разворачивается в Лос-Анджелесе, штат Калифорния.
27 марта 2013 года телеканал CBS объявил, что сериал Морская полиция: Лос-Анджелес продлён на пятый сезон.
Премьера сезона состоялась 24 сентября 2013 года.

## В ролях
| Персонаж       | Актёр               | Главный герой |
| -------------- | ------------------- | ------------- |
| Джи Каллен     | Крис О’Доннелл      | Весь сезон    |
| Кенси Блай     | Даниэла Руа         | Весь сезон    |
| Марти Дикс     | Эрик Кристиан Олсен | Весь сезон    |
| Эрик Бил       | Барретт Фоа         | Весь сезон    |
| Нелл Джонс     | Рене Фелис Смит     | Весь сезон    |
| Хетти Ланг     | Линда Хант          | Весь сезон    |
| Сэм Ханна      | LL Cool J           | Весь сезон    |
| Оуэн Грейнджер | Мигель Феррер       | Весь сезон    |

## Эпизоды
| № | #  | Название                                             | Режиссёр           | Сценарист                            | Дата показа в США | Код серии | Зрители США (миллионы) |
| --- | -- | ---------------------------------------------------- | ------------------ | ------------------------------------ | ----------------- | --------- | ---------------------- |
| 97 | 1  | «Ascension» «Восхождение»                            | Терренс О’Хара     | Фрэнк Милитери                       | 24 сентября 2013  | 501       | 16,35                  |
| Кенси и Грейнджер освобождают Сэма и Дикса и отвозят их в больницу. Остальная команда пытается отследить украденные ядерные бомбы. Кристофер Ламберт в роли Хамелеона. |    |                                                      |                    |                                      |                   |           |                        |
| 98 | 2  | «Impact» «Столкновение»                              | Джонатан Фрейкс    | Сара Сарви, Скотт Геммилл            | 1 октября 2013    | 502       | 15,09                  |
| Хэтти вызывает психолога Нэйта Гетца, чтобы он провёл беседу с Сэмом и Диксом. Нелл и Эрик сообщают о разбившемся самолете, на борту которого находился бывший вице-адмирал Уильям Гарднер, который играл важную роль в войне с террором. Питер Кэмбор в роли Нэйта Гетца |    |                                                      |                    |                                      |                   |           |                        |
| 99 | 3  | «Omni» «Омни»                                        | Ларри Тенг         | Кайл Харимото                        | 8 октября 2013    | 503       | 14,84                  |
| Томаса Норриса – владельца компании "Норис БайоТек" преследует полиция. Когда Томас оторвался от полиции, его машина взрывается и он погибает. Все следы ведут к преступной группировке под названием "Омни", но в ходе расследования сказывается, что один из коллег Норриса убил его и решил подставить "Омни". |    |                                                      |                    |                                      |                   |           |                        |
| 100 | 4  | «Reznikov, N.» «Резников Н»                          | Тони Уормби        | Шэйн Бреннан                         | 15 октября 2013   | 504       | 14,65                  |
| Расследуя похищение человека, который утверждает, что он отец Каллена, команда NCIS оказывается в серьезной опасности. |    |                                                      |                    |                                      |                   |           |                        |
| 101 | 5  | «Unwritten Rule» «Неписаное правило»                 | Ларри Тенг         | Джозеф Уилсон, Джордана Льюис Джаффе | 22 октября 2013   | 505       | 14,92                  |
| Дикс покупает мотоцикл, не зная о том, что тем самым нарушает правило Хетти. Похищена Робин Хансен - девушка Уильяма Гарретта, который работал над созданием навигационного обеспечения для беспилотников. Команда подозревает, что за похищением может стоять китайское правительство. |    |                                                      |                    |                                      |                   |           |                        |
| 102 | 6  | «Big Brother» «Большой брат»                         | Стивен ДеПол       | Джордана Льюис Джаффе                | 29 октября 2013   | 506       | 14,90                  |
| Группа захвата штурмует дом, где находятся члены картеля Молино, связанные с террористами Аль-Каиды. Но те знали об их прибытии. Пытаясь выяснить, кто их подставил, команда выходит на пятнадцатилетнюю девушку, взломавшую телефоны своих одноклассниц. |    |                                                      |                    |                                      |                   |           |                        |
| 103 | 7  | «The Livelong Day» «День длиною в жизнь»             | Дэннис Смит        | Джо Сакс                             | 5 ноября 2013     | 507       | 14,76                  |
| Двое мужчин оглушают охранника железной дороги и оставляют того на железнодорожных путях. В результате этого охранник погибает под колёсами не успевшего затормозить поезда. Хэтти считает, что к этому имеют отношение террористы Аль-Каиды. Между тем Дикс опасается действий ретроградного Меркурия, из-за чего вся команда над ним подшучивает. |    |                                                      |                    |                                      |                   |           |                        |
| 104 | 8  | «Fallout» «Падение»                                  | Диана Валентайн    | Джозеф Уилсон                        | 12 ноября 2013    | 508       | 14,88                  |
| Эрик показывает видеозапись ограбления и перестрелки охранника офиса Министерства энергетики и вора, укравшего материалы о местонахождении устройств, способных вычислять источники ядерной радиации, которые используются для предотвращения ядерных атак на страну. Команда выясняет, кому понадобилась эта информация и для каких целей. Результаты расследования приводят их в русское посольство. |    |                                                      |                    |                                      |                   |           |                        |
| 105 | 9  | «Recovery» «Реабилитация»                            | Пол Кауфман        | Джил Грант                           | 19 ноября 2013    | 509       | 14,99                  |
| Офицер военной разведки Гэри Леонид, найден мёртвым в бассейне реабилитационного центра «Транквилити Вилла». В результате расследования выяснилось, что Гэри убили, предварительно узнав от него под действием «сыворотки правды» секретную информацию, которой владел Гэри. Эти сведения использовались причастным к радикальной группировке Робертом Хейсом, чтобы перехватить управление беспилотником над территорией Афганистана. Команда находит Хейса и узнаёт, что это был отвлекающий манёвр, а настоящая атака идёт из реабилитационного центра. У Дикса и Кенси завязываются отношения.                                                    |    |                                                      |                    |                                      |                   |           |                        |
| 106 | 10 | «The Frozen Lake» «Замерзшее озеро»                  | Джон Питер Кусакис | Дэйв Калштейн                        | 26 ноября 2013    | 510       | 12,32                  |
| Украдены материалы по утилизации пакистанского ядерного арсенала. Команда предполагает, что пакистанцы пытаются обвинить индийцев в убийстве Хилла. Агенты обращаются за помощью к одному из непальских солдат. Между тем команда догадывается, что между Диксом и Кенси что-то происходит. В конце эпизода Кенси переводят. |    |                                                      |                    |                                      |                   |           |                        |
| 107 | 11 | «Iron Curtain Rising» «Железный занавес поднимается» | Тони Уормби        | Джордана Льюис Джаффе                | 10 декабря 2013   | 511       | 15,24                  |
| Румынское правительство разыскивает военного преступника Антона Зевлоса, предполагая, что последние двадцать лет тот живет в Лос-Анджелесе под именем Джона Василя. Каллен и Сэм вычисляют его местонахождение, но в ходе задержания завязывается перестрелка и Антону удаётся сбежать. Руководство приказывает свернуть операцию, но команда решает закончить начатое дело. Между тем Дикс временно находится без напарника, пока Кенси на задании в Афганистане. |    |                                                      |                    |                                      |                   |           |                        |
| 108 | 12 | «Merry Evasion» «Веселый манёвр»                     | Карен Гавиола      | Кайл Харимото                        | 17 декабря 2013   | 512       | 15,58                  |
| На дочь сенатора Локхарта совершено нападение. Нападавший подстрелил собаку. Департамент штата поручил команде выяснить, было ли это просто нападение, или же за ним стоит нечто большее. Расследование приводит к Людомиру Сусеку, лидеру боснийской группировки, который пытается таким образом заставить сенатора заключить сделку. Хетти назначает временным напарником Дикса Нелл. Между тем праздничное настроение Кенси меняется, когда она получает неожиданный рождественский подарок. Эрик Палладино в роли Востаника Сабатино Мишель Трахтенберг в роли Лили Локхарт                                                                       |    |                                                      |                    |                                      |                   |           |                        |
| 109 | 13 | «Allegiance» «Преданность»                           | Эрик Ланёвилль     | Фрэнк Милитери, Эндрю Бартельс       | 14 января 2014    | 513       | 15,87                  |
| В машине взорван человек, фотографирующий талибских командиров. Тем временем в Кабуле Кенси и Грейнджер связываются с агентом организации «Финсен», которая отслеживала деньги, направленные в Талибан. Агент «Финсен» сообщает, что организация нашла свидетельства переправки денег из Афганистана в Лос-Анджелес, которые, предположительно, пойдут на теракт. Эрик Палладино в роли Востаника Сабатино |    |                                                      |                    |                                      |                   |           |                        |
| 110 | 14 | «War Cries» «Боевой клич»                            | Джеймс Хэнлон      | Скотт Геммилл                        | 4 февраля 2014    | 514       | 16,30                  |
| Полиция обнаруживает тела двоих бывших военных – Ричарда Дэвиса и Джеймса Миллера, работавших на частную военную компанию под названием "Д-7", связанную с авиакатастрофой, в которой погибли вице-адмирал Уильям Гарднер и репортер Джейсон Картер, писавший его мемуары. Предположительно в мемуарах могли быть сведения о военных преступлениях совершённых в Афганистане. Тем временем, Кенси пытается вычислить предателя среди группы на базе в Афганистане. Элизабет Богуш в роли Джоэль Тейлор |    |                                                      |                    |                                      |                   |           |                        |
| 111 | 15 | «Tuhon» «Тухон»                                      | Кристин Мур        | Дэйв Калштейн                        | 25 февраля 2014   | 515       | 13,15                  |
| Сэм и Каллен разыскивают в Мексике дипломата, подозреваемого в убийстве. Нейт и Дикс помогают им из Лос-Анджелеса. Между тем в Афганистане Саббатино догадывается, что Кенси подозревает его в двойной игре. Питер Кэмбор в роли Нэйта Гетца Эрик Палладино в роли Востаника Сабатино Дэнни Трехо в роли Тухона |    |                                                      |                    |                                      |                   |           |                        |
| 112 | 16 | «Fish Out of Water» «Рыба, вытащенная из воды»       | Терренс О’Хара     | Джо Сакс                             | 4 марта 2014      | 516       | 14,37                  |
| Команда расследуют взрыв на рыбном рынке. Временным напарником Дикса становится агент под прикрытием из управления по борьбе с наркотиками Талия Дель Кампо. В Афганистане Кенси и Гренджер расследуют крушение вертолета. Мерседес Масон в роли Талии Дель Кампо Мэттью Дель Негро в роли Джека Саймона |    |                                                      |                    |                                      |                   |           |                        |
| 113 | 17 | «Between the Lines» «Между строк»                    | Дэннис Смит        | Джозеф Уилсон                        | 18 марта 2014     | 517       | 14,21                  |
| Убит агент Бюро алкоголя, табака, огнестрельного оружия и взрывчатых веществ, который работал под прикрытием. Задание команды - найти крота. Тем временем в Афганистане Гренджер обеспокоен исчезновением Кенси. |    |                                                      |                    |                                      |                   |           |                        |
| 114 | 18 | «Zero Days» «Нулевые дни»                            | Тони Уормби        | Эндрю Бартельс                       | 25 марта 2014     | 518       | 15,54                  |
| Команда вовлекается в расследование, когда на одного из друзей Эрика совершено нападение. Между тем в Афганистане Кенси встречает кое-кого из своего прошлого. Эрик Палладино в роли Востаника Сабатино Мэттью Дель Негро в роли Джека Саймона |    |                                                      |                    |                                      |                   |           |                        |
| 115 | 19 | «Spoils of War» «Трофеи войны»                       | Фрэнк Милитери     | Фрэнк Милитери                       | 1 апреля 2014     | 519       | 15,31                  |
| Узнав об исчезновении Кенси, команда отправляется в Афганистан. Эрик Палладино в роли Востаника Сабатино Мэттью Дель Негро в роли Джека Саймона |    |                                                      |                    |                                      |                   |           |                        |
| 116 | 20 | «Windfall» «Непредвиденные»                          | Эрик Пот           | Джил Грант                           | 8 апреля 2014     | 620       | 14,56                  |
| Команда занимается делом морпеха, растратившего деньги. Кенси вынуждена остаться в командном центре с Эриком, а Нелл работает в паре с Диксом. |    |                                                      |                    |                                      |                   |           |                        |
| 117 | 21 | «Three Hearts» «Три сердца»                          | Диана Валентайн    | Дэйв Калштейн, Кайл Харимото         | 15 апреля 2014    | 621       | 14,69                  |
| Подозревая, что агент морской полиции под прикрытием работает на контрабандистов, команда похищает его. Между тем Кенси и Дикс пытаются понять, что им делать с их отношениями. В конце эпизода Дикс принимает нелегкое решение и Кенси предлагает ему открыть загадочную коробку из эпизода "Полигон". |    |                                                      |                    |                                      |                   |           |                        |
| 118 | 22 | «One More Chance» «Еще один шанс»                    | Тони Уормби        | Дэвид Дж. Норт                       | 29 апреля 2014    | 622       | 14,83                  |
| Десятилетняя девочка, которую Сэм однажды охранял в Саудовской Аравии, пропала. И он убежден, что это связано с грабителями, забравшими программное обеспечение нового беспилотника XD-8, который разрабатывает её мама-инженер. |    |                                                      |                    |                                      |                   |           |                        |
| 119 | 23 | «Exposure» «Экспозиция»                              | Ларри Тенг         | Скотт Геммилл                        | 6 мая 2014        | 623       | 14,11                  |
| Взрыв на военном благотворительном вечере убил солдата и еще одного человека. Подозревая, что это была террористическая атака, команда должна найти тех, кто ответственен за взрыв. |    |                                                      |                    |                                      |                   |           |                        |
| 120 | 24 | «Deep Trouble» «В большой опасности»                 | Ларри Тенг         | Скотт Геммилл                        | 13 мая 2014       | 624       | 14,85                  |
| Подозрительная смерть инженера ядерной подводной лодки сталкивает команду с агентом из АБН Талией Дель Кампо. В ходе расследования выясняется, что террористы заполучили подводную лодку и загрузили её нитратом аммония. Между тем Хетти сталкивается с последствиями дела Белого Призрака - её отстраняют и отправляют в административный отпуск с открытой датой и без доступа к расследованиям. Эпизод заканчивается тем, что Каллен и Сэм в ловушке на подводной лодке, с двумя террористами на борту, в то время как остальная часть команды безуспешно их ищет. Мерседес Масон в роли Талии Дель Кампо Кэмерон Дейдду в роли Чарльза Андерсона |    |                                                      |                    |                                      |                   |           |                        |